# Claudette Dion
Pour les articles homonymes, voir Dion.
Claudette Dion, née le 10 décembre 1948 à La Tuque, est une chanteuse québécoise. Fille d'Adhémar et Thérèse Dion, elle est la sœur aînée et la marraine de Céline Dion.

## Biographie
Claudette Dion est la troisième d'une famille de quatorze enfants. Depuis son enfance, Claudette désire être chanteuse. À 36 ans, en décembre 1984, elle participe à l’émission télévisée de Michel Jasmin. Son interprétation de Hymne à l'amour y est remarquée et à la demande de la chanteuse, le producteur René Angélil lui propose d’enregistrer un album. Il produit ses deux premiers albums. Elle commence une carrière de chanteuse et d’autres albums suivent. Elle séduit un public plus mature que sa jeune sœur. La naissance de son quatrième enfant lui fait lever le pied.
À la fin des années 1980, Claudette Dion coanime sur des chaînes canadiennes Devine qui vient dîner avec Pierre Poitras puis Attention c’est show avec Mario Pelchat sur TVA. Lors du gala des Prix Félix 1990, elle déclare sa sœur lauréate du trophée « artiste anglophone de l'année », celle-ci le refuse s'affirmant en tant qu'artiste québécoise et francophone,,,. Jusqu’à la fin des années 1990, elle donne de mini-concerts au sein de festivals. En 1998, elle accompagne Céline Dion entourée par sa famille sur les titres Feliz Navidad et Les cloches du hameau sur l'album de Noël These Are Special Times. Toujours attirée par le répertoire d’Édith Piaf, elle décide d’enregistrer un album hommage à son idole. Cet album connaît un grand succès national et lui vaut d’être acclamée plusieurs semaines de suite au Casino de Montréal.
Le promoteur français de spectacles Gilbert Coullier vient assister à son spectacle et ils entrent en contact pour que Claudette chante en France. À l’Olympia de Paris, Claudette Dion partage la scène durant seize spectacles pour deux chansons avec Frank Michael. Leur duo Mélodie paraît sur l'album live Olympia 2003 du chanteur. Elle monte en solo sur les planches de l’Olympia à Paris le 16 novembre 2003. Dans la salle sont présents Serge Lama, Gilbert Coullier, Frank Michael ou Michel Rivgauche, compositeur de La Foule d’Édith Piaf. Elle poursuit ensuite avec des spectacles en Belgique et à Lille.
En 2004, Claudette commence un spectacle avec ses six frères et sœurs au Casino de Montréal, un spectacle qui tient l’affiche près de quatre années. Elle donne plus de 120 représentations au Casino de Montréal, pour près de 50 000 spectateurs avec plusieurs de ses frères et sœurs, réunis dans le groupe La Famille Dion,,. À partir de 2004, le groupe se produit pendant les fêtes de fin d'année lors du spectacle Le Party des Fêtes. Ensuite en 2007, durant 50 représentations, c’est la consécration avec le trio le Dion Show composé également de sa sœur Ghislaine et de son frère Daniel.
Le 22 août 2008, Claudette, ainsi que de nombreux artistes, participe à Céline sur les plaines. Ce spectacle de Céline Dion en plein-air gratuit à grand déploiement, unique et exclusivement francophone se déroule sur les plaines d'Abraham à Québec dans le cadre des festivités du 400e anniversaire de Québec. Environ 250 000 personnes étaient sur place. La fratrie entière, chante un titre. Le Medley de la Famille Dion est composé de Jos Montferrand, La bastringue, Jack Monoloy, Le reel facile, Dans nos vieilles maisons, Le bal chez Jos Brûlé, À la claire fontaine. Le spectacle est également diffusé à la télévision le 21 septembre 2008 sur TVA et est distribué en DVD en France, Belgique et au Québec où il remporte le succès commercial.
En janvier 2010, elle participe à l’émission de télé-réalité française, La Ferme Célébrités 3, en Afrique et amasse 72 000 $ pour l'association Fondation Maman Dion, un organisme qui s'occupe de l'amélioration de l'éducation des enfants qui viennent de milieux particulièrement défavorisés au Québec.
Depuis 2010, elle est juge du concours de chant Étoile des aînés,. En 2010 et 2012, Daniel et Liette se joignent à l’interprète québécoise pour monter le spectacle La passion chez les Dion,. Depuis l'automne 2011, elle collabore  épisodiquement à Deux filles le matin sur TVA,.
En octobre 2013, Claudette Dion monte sur les planches seule en scène pour un spectacle hommage à Édith Piaf pour le cinquantième anniversaire de sa disparition,.
La chanteuse est porte-parole de la Maison Adhémar-Dion,. Cet établissement accueille gracieusement douze résidents provenant de Lanaudière. Les 84 bénévoles et 56 employés leur prodiguent services et soins dans le but de vivre leurs derniers jours entourés de leurs proches dans la dignité. En 2012, le centre de soins palliatifs a reçu 145 personnes. Son frère Daniel est décédé dans cet établissement.
Avec le journaliste Jean-Yves Girard, elle écrit le livre Claudette Dion : la sœur de… publié aux Éditions La Presse le 31 octobre 2017,.

## Vie privée
Elle a été mariée avec René Savage longtemps, dont elle a divorcé à la fin des années 80. Elle est mère de quatre enfants : Cathy, Steeve, Sébastien et Célia. Elle a huit petits-enfants. Elle est remariée avec Serge Gaudet.